# 44 니사
44 니사(영어:44 Nysa)는 소행성대의 니사족에 포함된 소행성이다.